# José María Pino Suárez (Chiapas)
José María Pino Suárez es una localidad del estado mexicano de Chiapas. Es parte del municipio de Jiquipilas.

## Toponimia
El nombre de la localidad rinde homenaje a José María Pino Suárez, vicepresidente de México de 1911 hasta su asesinato en 1913.

## Demografía
| Gráfica de evolución demográfica |
|                                  |

| Censo | Población |
| ----- | --------- |
| 1940  | 893       |
| 1950  | 1 076     |
| 1960  | 989       |
| 1970  | 1 731     |
| 1980  | 2 123     |
| 1990  | 2 306     |
| 2000  | 2 046     |
| 2010  | 2 091     |
| 2020  | 2 244     |